# 漢斯·麥瑟遜
漢斯·麥瑟遜（Hans Matheson）是一位英國演員。他出演過的著名電影作品有超世紀封神榜等。

## 外部連結
- 漢斯·麥瑟遜在互联网电影资料库（IMDb）上的資料（英文）
- Hans Matheson online （页面存档备份，存于）
- 'Hans Matheson plays the Earl of Essex' （页面存档备份，存于） BBC Press Office, 29 December 2005.
- （页面存档备份，存于）
- （页面存档备份，存于）
- （页面存档备份，存于）
- （页面存档备份，存于）
- （页面存档备份，存于）
- （页面存档备份，存于）
- （页面存档备份，存于）
- （页面存档备份，存于）